# زملول مترابط
زملول مترابط (الاسم العلمي: Exobasidium affine) هو نوع من الفطريات يتبع جنس الزملول من فصيلة الزملولية.